# Куршанец
Куршанец је насељено место у саставу града Чаковца у Међимурској жупанији, Хрватска. До територијалне реорганизације у Хрватској налазио се у саставу старе општине Чаковец.

## Становништво
На попису становништва 2011. године, Куршанец је имао 1.584 становника.

## Попис1991.
На попису становништва 1991. године, насељено место Куршанец је имало 1.103 становника, следећег националног састава:
| Попис 1991.‍   | Попис 1991.‍  | Попис 1991.‍ | Попис 1991.‍ | Попис 1991.‍ |
| ------------- | ------------ | ----------- | ----------- | ----------- |
|               |              |             |             |             |
| Хрвати        | Хрвати       |             | 666         | 60,38%      |
| Роми          | Роми         |             | 409         | 37,08%      |
| Југословени   | Југословени  |             | 8           | 0,72%       |
| Словенци      | Словенци     |             | 1           | 0,09%       |
| Срби          | Срби         |             | 1           | 0,09%       |
| неопредељени  | неопредељени |             | 1           | 0,09%       |
| непознато     | непознато    |             | 17          | 1,54%       |
| укупно: 1.103 |              |             |             |             |